# Wadim Michailowitsch Jemeljanow
Wadim Michailowitsch Jemeljanow (russisch Вадим Михайлович Емельянов; * 25. April 1942; † 27. Mai 1977) war ein sowjetischer Boxer. Er gewann bei den Olympischen Spielen 1964 in Tokio eine Bronzemedaille im Schwergewicht.

## Werdegang
Der Leningrader Wadim Jemeljanow begann als Jugendlicher mit dem Boxen. Sein Trainer war W. I. Kupkin. Er war Angehöriger der Roten Armee. Im Jahre 1961 trat er erstmals in Erscheinung, als er, erst 19 Jahre alt, bei der sowjetischen Meisterschaft das Halbfinale erreichte, in diesem aber gegen Anatioli Iwanow nach Punkten verlor.
Im Jahre 1963 wurde er von den sowjetischen Trainern in einigen Länderkämpfen getestet. Tests, die er alle mit Bravour bestand, denn er siegte dabei durch Abbruch in der 2. Runde über den Bulgaren Asen Samovolski, nach Punkten über den Engländer Colin Woodhause und durch KO in der 1. Runde über den Polen Władysław Jędrzejewski. Er wurde daraufhin bei der Meisterschaft der Armeen der Staaten des Warschauer Paktes in Lodz eingesetzt. Das war eine Meisterschaft, die in den damaligen sozialistischen Staaten einen außerordentlich hohen Stellenwert hatten. Wadim Jemeljanow gewann diese Meisterschaft durch einen Punktsieg im Finale über den Polen Zbigniew Gugniewicz.
1964 siegte Wadim Jemeljanow in einem weiteren Länderkampf über den Polen Wlodzimirz Biel durch KO in der 1. Runde. Obwohl er bei den sowjetischen Meisterschaften 1963 und 1964 nicht am Start war, wurde er bei den Olympischen Spielen in Tokio im Schwergewicht eingesetzt. Er feierte dort zwei schnelle KO-Siege über Wladyslaw Jedrzejewski in der 1. Runde und über den Argentinier Alberto Lovell in der 2. Runde. Im Halbfinale traf er auf Joe Frazier aus den USA. Wadim Jemeljanow konnte gegen Frazier den Kampf in der ersten Runde offen gestalten, wurde aber in der zweiten Runde von Frazier mehrere Male so hart getroffen, dass er KO ging. Er gewann aber mit dem Erreichen des Halbfinales eine olympische Bronzemedaille. Frazier gewann dann durch einen knappen Punktsieg über den bundesdeutschen Starter Hans Huber auch die Goldmedaille.
1965 erreichte Wadim Jemeljanow bei der sowjetischen Meisterschaft nach einer Niederlage im Halbfinale gegen Alexander Wladimirowitsch Isosimow den 3. Platz. Er kam aber zunächst zu keinen weiteren internationalen Einsätzen mehr, was angesichts der enorm starken Konkurrenz im eigenen Lande nicht verwunderlich ist.
1967 wurde Wadim Jemeljanow dann bei der sowjetischen Meisterschaft Vizemeister. Er unterlag im Endkampf wieder gegen Alexander Isossimow. 1968 wurde er beim „Dutch Tulips Tournament“ in Den Haag eingesetzt. Er musste in diesem Turnier im Endkampf von dem Niederländer Rudie Lubbers eine Niederlage hinnehmen. Dafür feierte er im selben Jahr beim 8. Honved Cup in Budapest durch einen KO-Sieg in der 1. Runde über Dieter Limant aus der DDR einen Turniersieg.
Danach trat Wadim Jemeljanow weder bei internationalen, noch bei den nationalen Meisterschaften der Sowjetunion noch in Erscheinung. Er ist bereits 1977 verstorben.

## UdSSR-Meisterschaften mit Wadim Jemeljanow
- 1961: 1. Andrei Abramow, 2. Anatoli Iwanow, 3. Wadim Jemeljanow u. Janis Lancers,
- 1965: 1. Alexander Wladimirowitsch Isosimow, 2. Jonas Čepulis, 3. Wadim Jemeljanow u. W. Tschugunow,
- 1967: 1. Alexander Wladimirowitsch Isosimow, 2. Wadim Jemeljanow, 3. Abdusalam Nurmachanow u. W. Gorjunow

## Länderkämpfe von Wadim Jemeljanow
- 1963 in Sofia, Bulgarien gegen UdSSR, Abbruch-Sieger 2. Runde über Asen Samovolski,
- 1963 in Moskau, UdSSR gegen England, Punktsieger über Colin Woodhause,
- 1963 in Lodz, Polen gegen UdSSR, techn. KO-Sieger 2. Runde über Władysław Jędrzejewski,
- 1964 in Moskau, UdSSR gegen Polen, KO-Sieger 1. Runde über Wlodzimirz Biel